# 18 Samodzielny Batalion Piechoty Zmotoryzowanej (Ukraina)
18 Samodzielny Batalion Piechoty Zmotoryzowanej „Odessa” – batalion Wojsk Lądowych Ukrainy, podporządkowany 28 Samodzielnej Brygadzie Zmechanizowanej. Jako batalion obrony terytorialnej brał udział w konflikcie na wschodniej Ukrainie. Batalion stacjonuje w obwodzie odeskim.

## Wykorzystanie bojowe
Pierwszym zadaniem batalionu po ukończeniu szkolenia była ochrona granicy z Naddniestrzem. W połowie września 2014 roku Odessę ulokowano pod Mariupolem. 18 października podczas walk pod wsią Orłowśke batalion stracił czterech żołnierzy. 4 listopada pododdział batalionu wpadł w zasadzkę nad jeziorem Pawłopilśke. Zginął jeden żołnierz. Od 20 stycznia 2015 roku batalion służył na punkcie kontrolnym w rejonie Mariupola oraz brał udział w budowie umocnień. Tego dnia śmiertelnie postrzelony został jeden z jego kierowców.